# Juliet Cuthbert
Juliet Cuthbert (aussi connue sous le nom Juliet Cuthbert-Flynn), née le 9 avril 1964 en Jamaïque, est une athlète et femme politique jamaïcaine, qui courait sur 100 et 200 m.

## Biographie
Originaire de Port Morant, elle fut élève au lycée de Morant Bay, puis quitta la Jamaïque pour étudier la sociologie à l'Université du Texas à Austin. Pendant ses études, elle participe à des compétitions d'athlétisme du NCAA, où elle devient championne trois fois, notamment en 1985. Ses prouesses lui ouvre les portes d'une carrière de sportive professionnelle.
Aux championnats du monde de 1991, elle a gagné l'or avec le relais 4 × 100 m de la Jamaïque puis l'argent dans cette même discipline en 1995 et 1997.
Aux Jeux olympiques d'été de 1992, elle termine deuxième, derrière Gail Devers mais devant Irina Privalova sur 100 m. Sur 200 m, elle remporte une seconde médaille d'argent, devançant Merlene Ottey mais tout de même battue par Gwen Torrence. Aux Jeux olympiques d'été de 1996, elle obtient sa dernière médaille olympique en relais 4 × 100 m en terminant troisième (avec Michelle Freeman, Nikole Mitchell et Merlene Ottey).
En 1992, Juliet Cuthbert a été désignée sportive de l'année en Jamaïque.
En 2003, elle contribue à la signature entre Usain Bolt et Puma International en tant que manager Marketing.
En 2015, elle est inscrite dans le Longhorn Hall of Honor.
En 2016, elle se présente aux élections sous l'étiquette du Parti travailliste. À la suite de la victoire de son parti, elle devient ainsi la première athlète féminine à entrer au Parlement jamaïcain. Elle s'illustre la même année pour avoir mené une grossesse tardive, à l'âge de 51 ans, sans difficultés, malgré des frayeurs liées au stress de la campagne électorale,.
En 2018, Juliet Cuthbert-Flynn fait une proposition de lois pour la légalisation de l'avortement, afin d'offrir aux jamaïcaines des moyens abordables et sécurisés de mettre fin à une grossesse non désirée, peu importe les raisons qui mènent cette décision. Elle continue son combat, utilisant depuis 2020 l'exemple de l'Argentine pour encourager le droit à l'avortement en Amérique latine.
En 2020, elle se présente aux élections, à l'issue desquelles elle est une nouvelle fois élue et nommée ministre de la Santé et du Sport. Elle prend en particulier la responsabilité de la santé des mères et des enfants, la prévention du SIDA et la réduction de l'abus de drogues en Jamaïque.

## Palmarès

### Jeux olympiques d'été
- Jeux olympiques d'été de 1984 à Los Angeles ( États-Unis)
  - éliminée en demi-finale sur 100 m
  - 8e en relais 4 × 100 m
- Jeux olympiques d'été de 1988 à Séoul ( Corée du Sud)
  - 7e sur 100 m
  - abandon en finale avec le relais 4 × 100 m
- Jeux olympiques d'été de 1992 à Barcelone ( Espagne)
  -  Médaille d'argent sur 100 m
  -  Médaille d'argent sur 200 m
- Jeux olympiques d'été de 1996 à Atlanta ( États-Unis)
  -  Médaille de bronze en relais 4 × 100 m

### Championnats du monde d'athlétisme
- Championnats du monde d'athlétisme de 1983 à Helsinki ( Finlande)
  - éliminée en qualifications sur 100 m
  -  Médaille de bronze en relais 4 × 100 m
- Championnats du monde d'athlétisme de 1991 à Tokyo ( Japon)
  - 6e sur 100 m
  -  Médaille d'or en relais 4 × 100 m
- Championnats du monde d'athlétisme de 1995 à Göteborg ( Suède)
  - 8e sur 100 m
  -  Médaille d'argent en relais 4 × 100 m
- Championnats du monde d'athlétisme de 1997 à Athènes ( Grèce)
  - éliminée en demi-finale sur 200 m
  -  Médaille d'argent en relais 4 × 100 m